# Secular Coalition for America

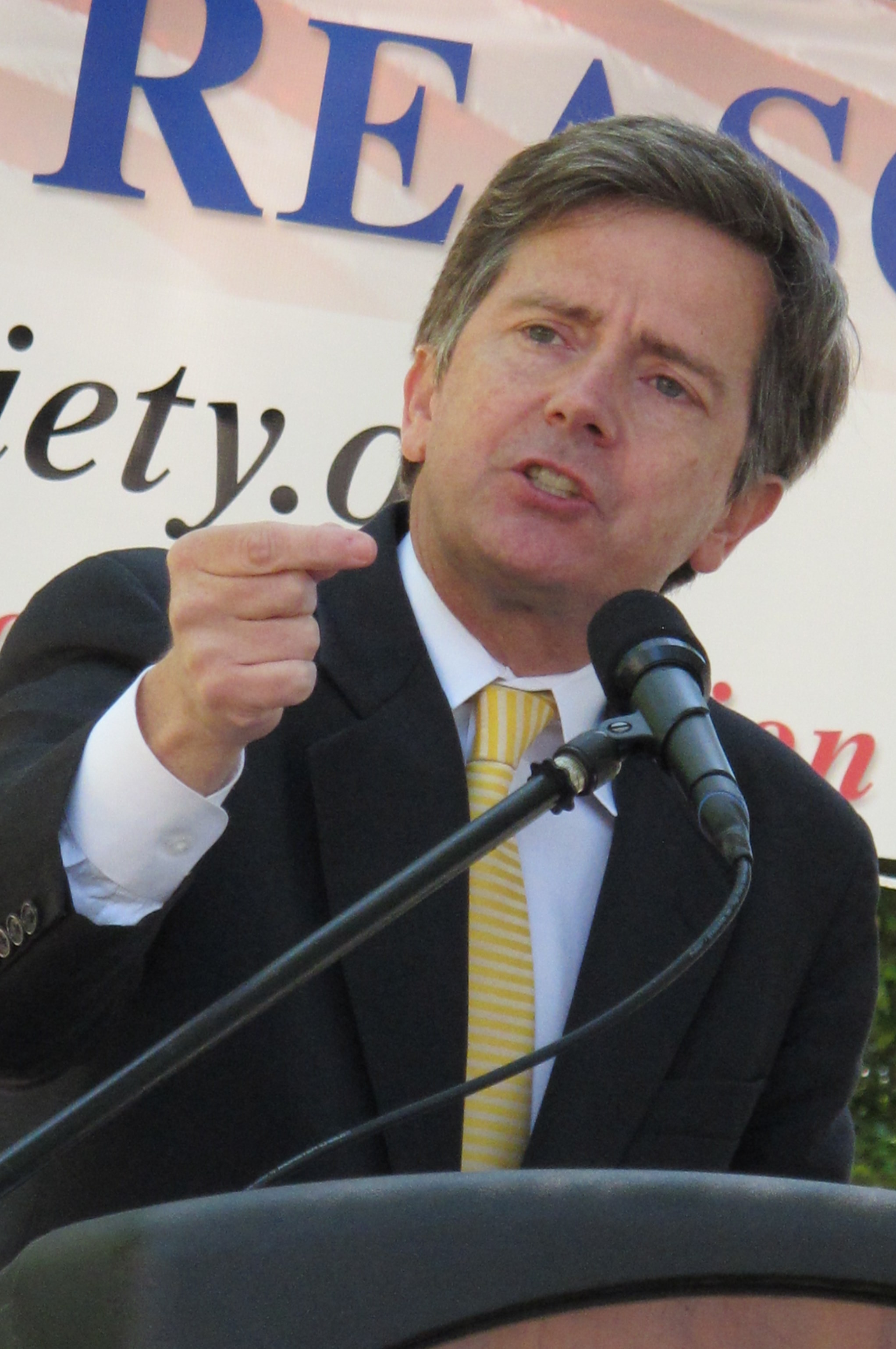
Sean Faircloth

La Coalició Laica per Amèrica (Secular Coalition for America) és un grup de defensa en la política nord-americana amb base a Washington DC que representa a persones atees, humanistes, lliurepensadores, agnòstiques i no teistes.
Sean Faircloth, legislador per l'estat de Maine és el seu director executiu des de 2009. Entre 2005 i 2009 va estar dirigit pel senador de Nevada Lori Lipman Brown, qui es va convertir en el seu primer lobbysta a temps complet i és ara el seu director emèrit.
The Secular Coalition treballa per incrementar la visibilitat i respecte dels punts de vista no teistes i emponderar el caràcter laic del govern dels Estats Units. La coalició advoca per la completa separació església-estat en la política americana, alguna cosa recollit clarament en la Primera Esmena de la Constitució dels Estats Units. Apunten cap a la llibertat de consciència, la qual cosa inclou la llibertat religiosa, alguna cosa que per la seva importància es troba recollit com a primer de tots els drets del Declaració de Drets. La coalició recolza els principis de la raó i la ciència per a les polítiques públiques.

## Pla fins a deu anys
The Secular Coalition for America va aprovar, al febrer de 2010, una estratègia per a un termini d'una dècada per millorar la seva influència i la de les seves organitzacions membres en un document conegut com
a Our Secular Decade. Arxivat 2011-07-23 a Wayback Machine. El pla, de vuit punts incrementa el treball en xarxa dels americans no teistas per millorar en els esforços educatius i una expansió del grup d'activistes.